# كلية العراق الجامعة
كلية العراق الجامعة هي جامعة اهلية تاسست في محافظة البصرة في العراق بتاريخ 25 أيار 2005 وقد وقعت مذكرات تفاهم علمية مع عدد من الجامعات والمنظمات العالمية مثل جامعة بورتسموث في المملكة المتحدة وجامعة ميلانو في إيطاليا وجامعة جيهان في أربيل ووزارة الاتصالات وهي عضو في المركز الوطني للمعلومات في المملكة المتحدة.

## الاقسام
في الكلية عدد من الاقسام هي:
- قسم هندسة الاتصالات.
- قسم هندسة الحاسبات.
- قسم العلوم السياسية.
- قسم الهندسة المدنية.
- قسم هندسة تقنية الحاسبات.
- قسم المحاسبة والإدارة.